# Dotadas (Mythologie)
Dotadas (altgriechisch Δωτάδας Dōtádas) ist in der griechischen Mythologie König von Messenien aus dem Geschlecht der Aipytiden.
Dotadas ist der Sohn des Isthmios und gilt als der Erbauer des Hafens von Mothone. Sein Sohn ist Sybotas, der Gründer der Kulte des Flussgottes Pamisos und des Heroen Eurytos.